# Елиза Тейлър
Елиза Джейн Тейлър-Морли (на английски: Eliza Jane Taylor-Morley), по-известна като Елиза Тейлър, е австралийска актриса, популярна най-вече с участието си в „Съседи“ в ролята на Джаней Тиминс и с ролята на Кларк Грифин в сериала „Стоте“.

## Биография
Родена е на 24 октомври 1989 г. в Мелбърн и има брат и сестра. Майка ѝ е автор и графичен дизайнер, а доведеният ѝ баща е комик. Биологичният ѝ баща е притежавал кафенета в Мелбърн.